# Dircenna vandona
Dircenna vandona är en fjärilsart som beskrevs av Richard Haensch 1903. Dircenna vandona ingår i släktet Dircenna och familjen praktfjärilar. Inga underarter finns listade i Catalogue of Life.